# Bibliothèque Mitchell
La Bibliothèque Mitchell (Mitchell Library) est une grande bibliothèque publique et siège du système de bibliothèques publiques de la ville de Glasgow, en Écosse.

## Histoire
La bibliothèque, située dans le quartier de Charing Cross, a été initialement fondée dans Ingram Street en 1877 grâce à un legs de Stephen Mitchell, un riche producteur de tabac, dont la société, Stephen Mitchell & Son, deviendra l'un des membres fondateur de l'Imperial Tobacco Company.
Une partie de la collection d'origine provient de l'achat en 1874 par la Glasgow Corporation de 1800 livres anciens offerts à l'Université de Glasgow par le philanthrope de Glasgow, William Euing.
De nouveaux bâtiments ont été érigés dans North Street. La première pierre de ceux-ci a été posée par Andrew Carnegie en septembre 1907. Le bâtiment est achevé puis inauguré par Lord Rosebery le 16 octobre 1911.
La bibliothèque rassemble une vaste collection d'ouvrages et de collections, avec plus d'un million d'artefacts. Bien que constituée principalement de livres anciens et précieux, elle dispose également d'un dispositif de prêt initié en 2005.
Le bâtiment de North Street, avec son dôme en cuivre distinctif surmonté de la statue en bronze du sculpteur Thomas Clapperton intitulée Littérature (souvent appelée Minerve, la déesse romaine de la sagesse) a ouvert ses portes en 1911.
Le concours d'architecture pour la bibliothèque ouvert en 1906 et a été remporté par William B. Whitie. Le bâtiment de style baroque édouardien est protégé et classé catégorie B.
La plus grande partie de la collection de la bibliothèque est désormais abritée dans la nouvelle aile, construite entre 1972 et 1980.
Située à l'ouest du bâtiment d'origine, elle occupe l'ancien site de St Andrew's halls, conçus par James Sellars et ouverts en 1877. Acquis par Glasgow Corporation en 1890, c'était un lieu prééminent en Écosse pour les concerts et les rassemblements publics. St Andrew's halls avait une façade classique impressionnante et disposait d'une grande salle permettant d'accueillir 4 500 personnes, offrant plusieurs salles annexes et une grande salle de bal.
Le bâtiment a été détruit par un incendie le 26 octobre 1962 ; seule la façade a survécu. La façade monumentale a été préservée et intégrée à l'extension de 1980 de la bibliothèque Mitchell, l'entrée principale se trouvant désormais dans la rue Granville.

## Personnages
- Stephen Mitchell (1789 - 1874), industriel du tabac et philanthrope écossais, fondateur de la Mitchell Library.
- Francis Thornton Barrett (1838 - 1919), premier bibliothécaire de la Mitchell Library entre 1877 & 1899, et bibliothécaire de la ville de Glasgow entre 1901 et 1914[7],[8].
- Septimus Pitt (1877 - 1937), bibliothécaire de la ville de Glasgow entre 1915 et 1937[7].

## Services
Dans le cadre d'une rénovation interne majeure en 2005, le rez-de-chaussée de l'extension a été aménagé de telle sorte que l'on récrée une rue intérieure allant d'est en ouest. Un nouveau café-bar a été intégré, ainsi qu'un grand centre d'apprentissage offrant une connexion Internet gratuite différents services pratiques. Un nouveau salon d'affaires et une bibliothèque de prêt ont également été créés.
La bibliothèque se déploie sur cinq étages, l'accès est librement ouvert au public, qu'il soit emprunteur ou non-membre. Les non-membres peuvent, sur demande, utiliser des ordinateurs et Internet ainsi que des documents de référence imprimés.
La bibliothèque Mitchell abrite également les archives de la ville de Glasgow et les collections spéciales, considérées comme l'une des meilleures ressources au monde pour la recherche sur l'histoire familiale  et qui ont été présentées dans la série télévisée Who Do You Think You Are ?.

## Théâtre Mitchell
Le bâtiment d'extension de 1980 intègre le théâtre Mitchell de 418 places. Le lieu accueille de nombreux spectacles de théâtre, de musique et de création vocale, et certains festivals commeles Celtic Connections et Aye Write de Glasgow !,,.

## Galerie

Mitchell Library
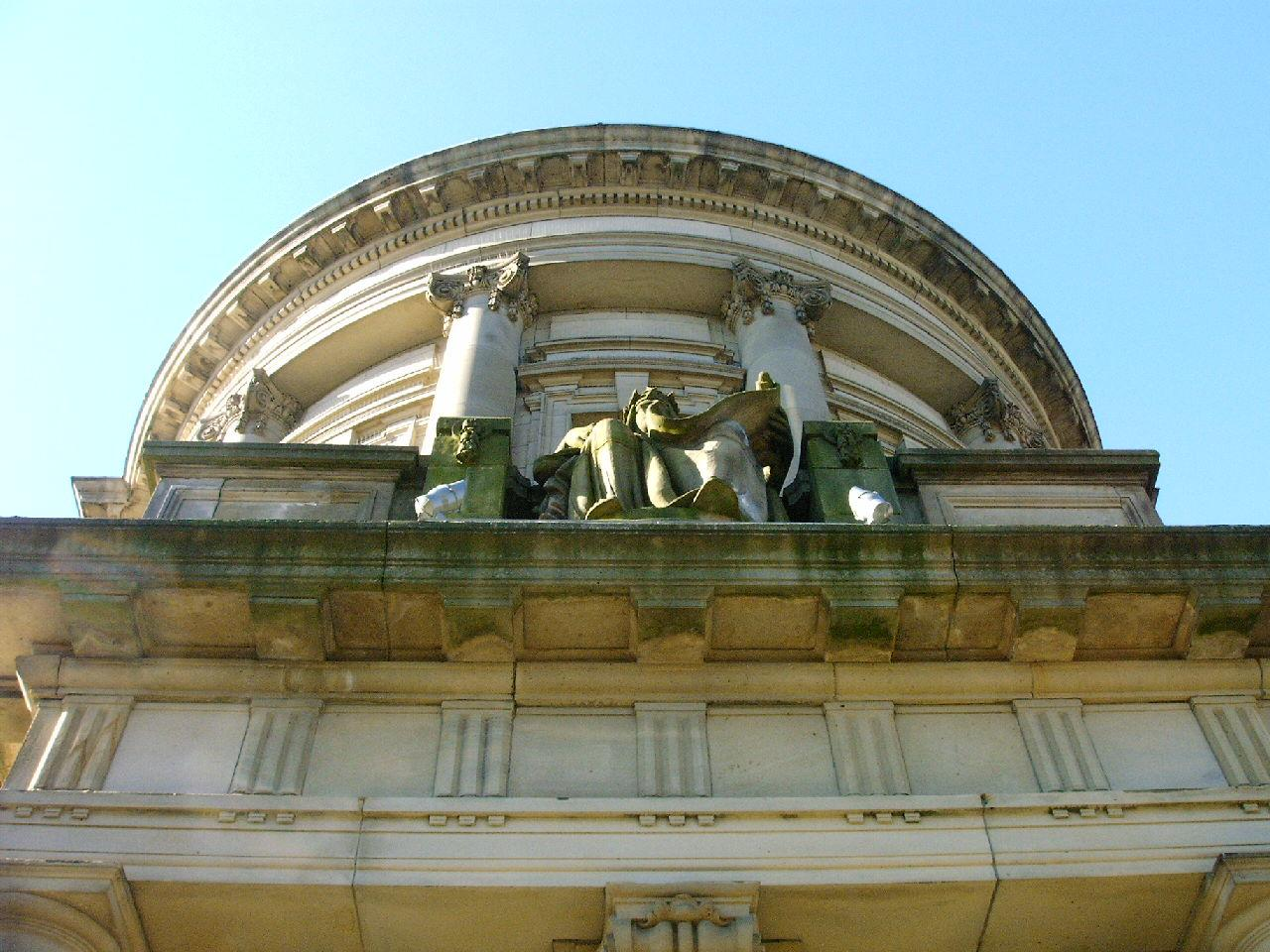
Vue en contreplongée depuis la porte principale
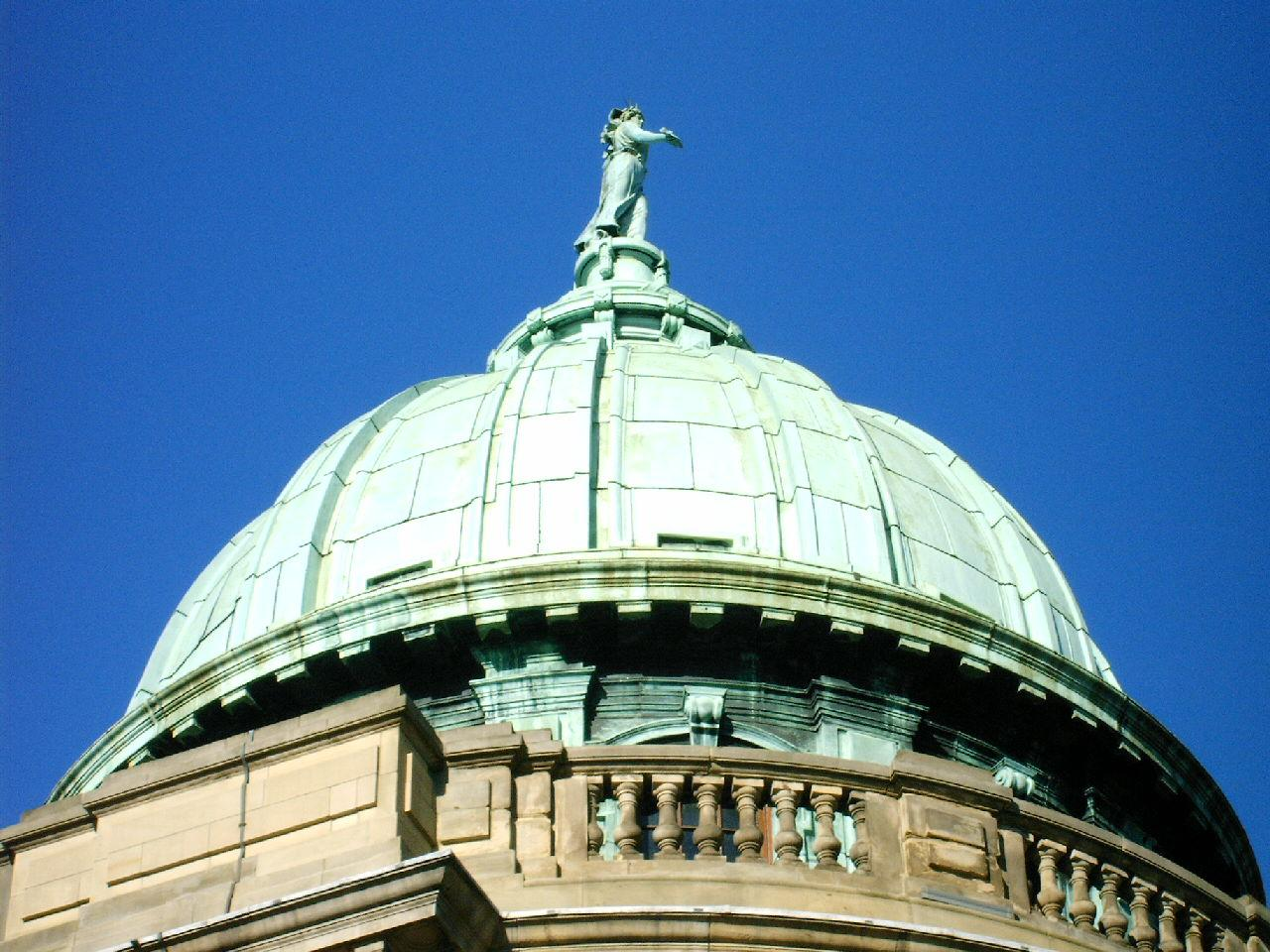
Le dôme décoré de bronze
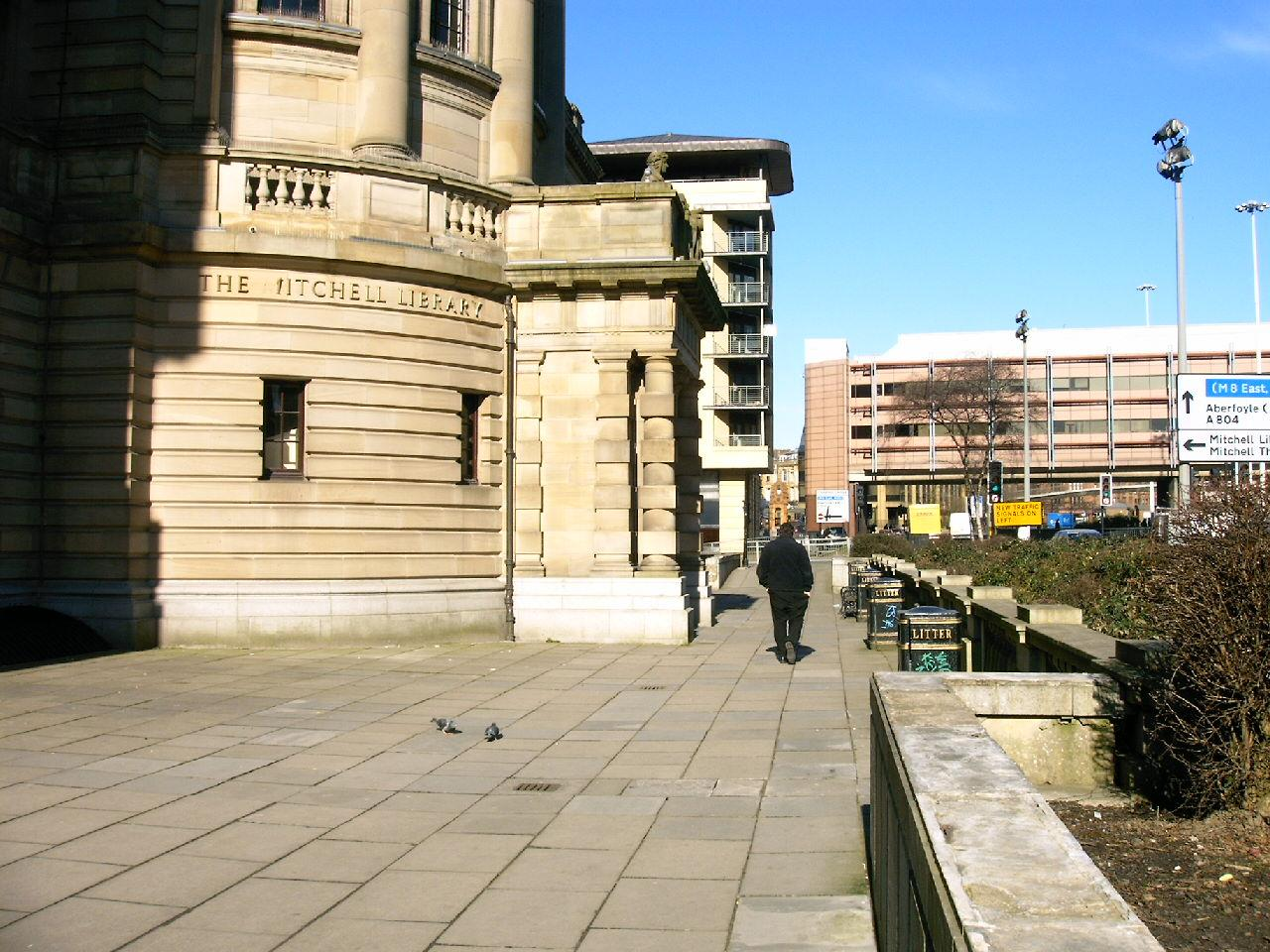
Extérieurs de la Mitchell library
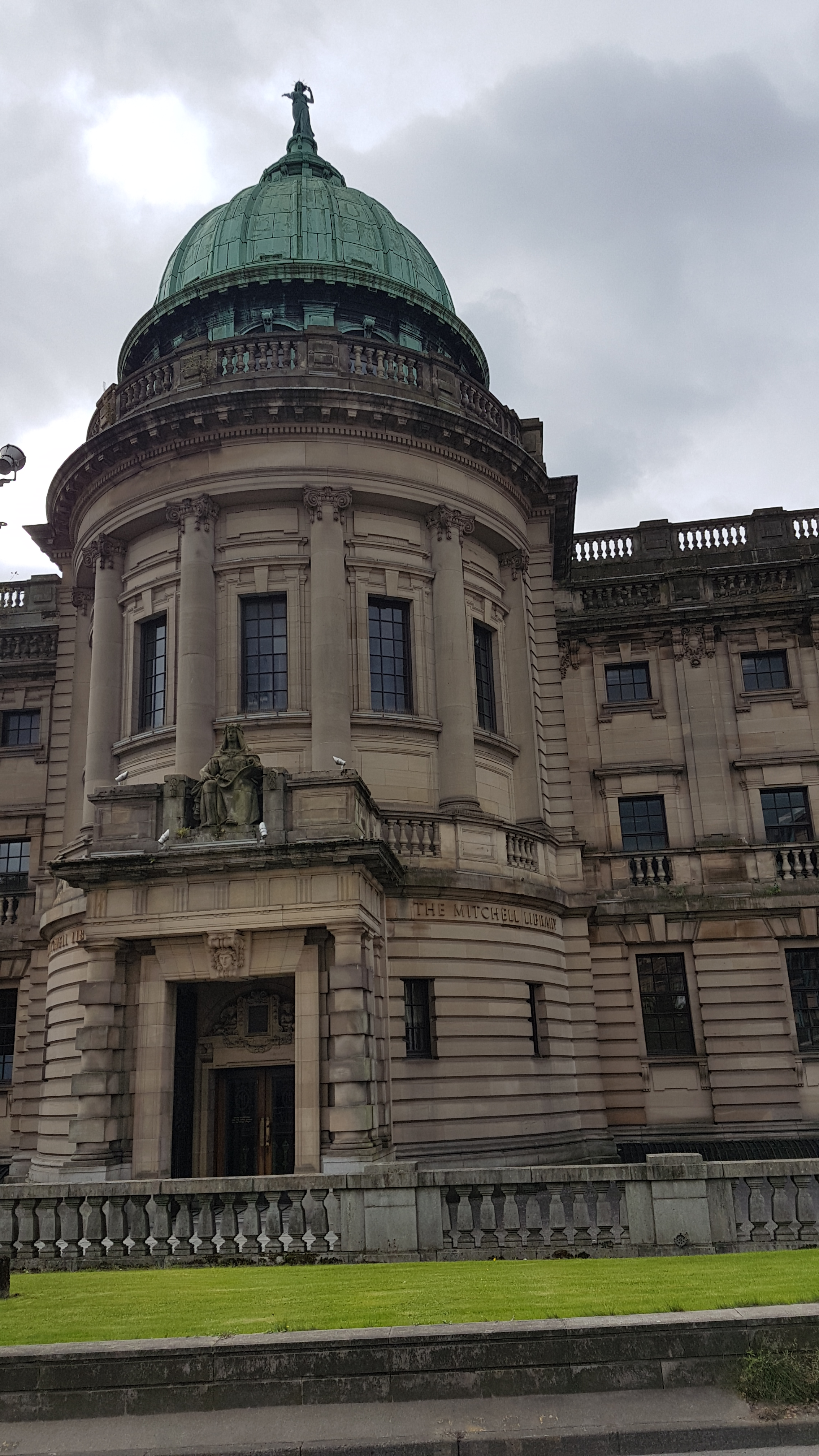
la bibliothèque, vue de North Street